# Пайес (Арьеж)
Пайе́с (фр. Pailhès) — коммуна во Франции, находится в регионе Юг — Пиренеи. Департамент коммуны — Арьеж. Входит в состав кантона Ле-Фосса. Округ коммуны — Памье.
Код INSEE коммуны — 09224.

## Население
Население коммуны на 2008 год составляло 383 человека.
| 1962 | 1968 | 1975 | 1982 | 1990 | 1999 | 2008 |
| ---- | ---- | ---- | ---- | ---- | ---- | ---- |
| 347  | 365  | 322  | 307  | 281  | 297  | 383  |

## Экономика
В 2007 году среди 236 человек в трудоспособном возрасте (15—64 лет) 176 были экономически активными, 60 — неактивными (показатель активности — 74,6 %, в 1999 году было 63,4 %). Из 176 активных работали 150 человек (86 мужчин и 64 женщины), безработных было 26 (12 мужчин и 14 женщин). Среди 60 неактивных 14 человек были учениками или студентами, 24 — пенсионерами, 22 были неактивными по другим причинам.